# Fernando Silveira
Fernando César Reis Silveira (Botucatu, 15 gennaio 1983) è un giocatore di calcio a 5 brasiliano.

## Carriera
Universale concreto che predilige la fase difensiva a quella offensiva, giunge nel campionato italiano nel dicembre 2001, tesserato dall'Augusta. Con i megaresi gioca per tre stagioni e mezza, disputando quattro play-off scudetto e due final eight di Coppa Italia. Le buone prestazioni fornite attirano l'attenzione del Perugia che nel 2005 lo preleva in prestito. In Umbria Silveira vince il suo primo trofeo ovvero la Supercoppa italiana 2005 ma soprattutto si impone come uno dei giocatori chiave della squadra, di cui sarà in seguito nominato capitano. Nella stagione 2007-08 la dirigenza perugina fu costretta a sacrificare l'intera prima squadra a causa delle sopraggiunte difficoltà economiche della famiglia Gaucci: nel novembre 2007 Silveira fu quindi ceduto alla Pro Scicli insieme al compagno Bachega. La stagione seguente la vicenda si ripeté nella formazione rosanera, così nel mercato di riparazione il giocatore accetta il trasferimento in Serie A2 pur di approdare all'ambizioso ed economicamente solido Sport Five Putignano. Conclusa la stagione regolare al primo posto in coabitazione con il Napoli Vesevo, lo Sport Five è costretto ai play-off per via degli scontri diretti favorevoli ai campani. La deludente eliminazione al primo turno è riscattata la stagione seguente, conclusasi con la vittoria sul Venezia e la conseguente promozione. Divenuto capitano, Silveira gioca per altre due stagioni nello Sport Five, guidandolo in entrambe alla qualificazione ai play-off scudetto. Nella stagione 2012-13 viene acquistato dall'Acqua e Sapone ma l'esperienza in terra abruzzese si interrompe dopo appena un anno, poiché nell'agosto successivo è ceduto al Real Rieti. Chiuso in rosa per problemi d'abbondanza e poco impiegato nella prima parte della stagione 2014-15 con i sabini, nella finestra invernale di trasferimento scende in Serie A2, venendo ceduto al Catania a titolo temporaneo, dove resta con gli etnei sino al termine della stagione e realizza ben venti reti. Il 23 giugno 2015 passa a titolo definitivo al Milano, sempre in Serie A2.

## Palmarès
- Supercoppa italiana: 1
Perugia: 2005
- Campionato di Serie B: 1
Tombesi: 2017-18 (girone F)